# Julgransplundring

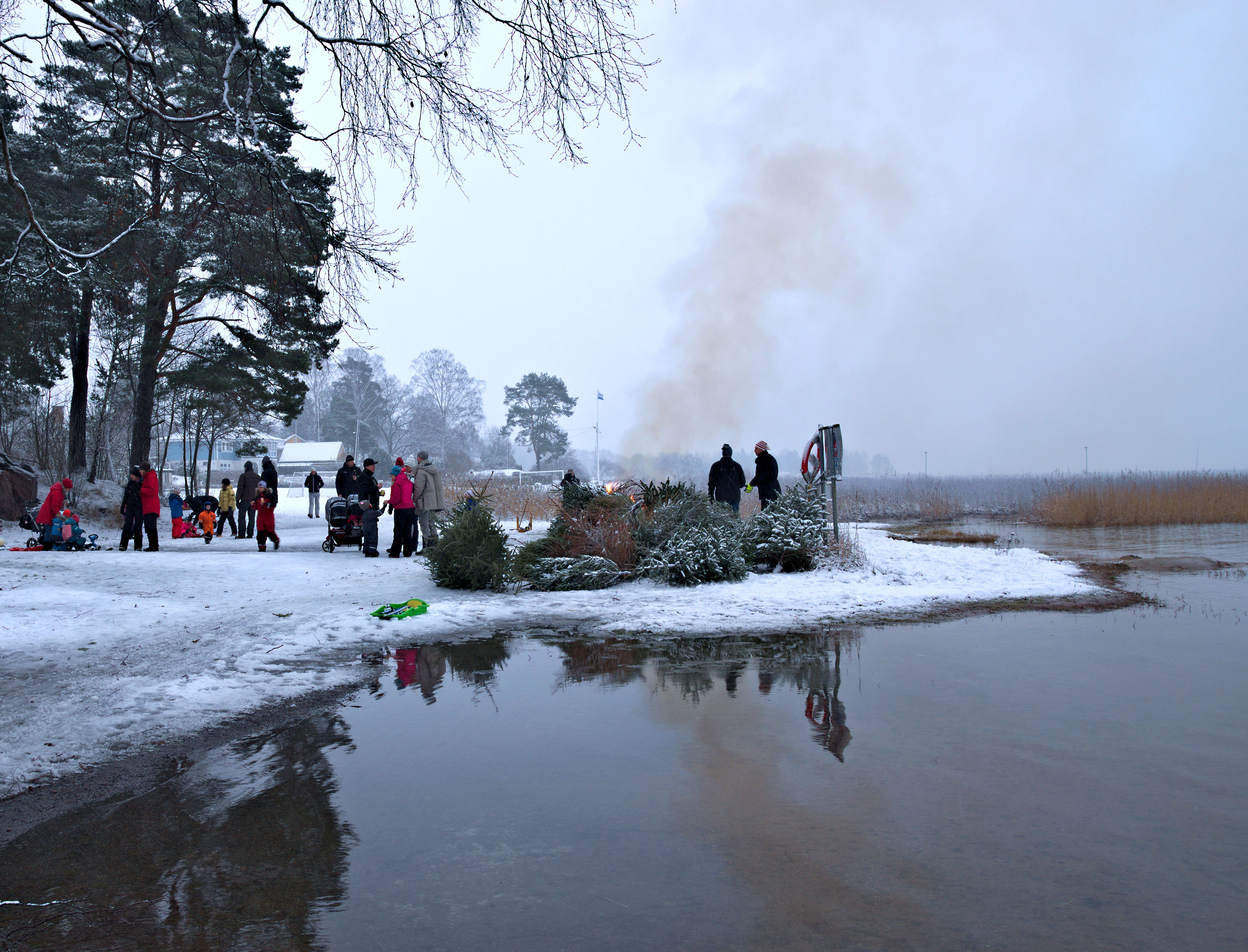
Folkfest med julgransplundring och julgransbränning i Österskär 2015.

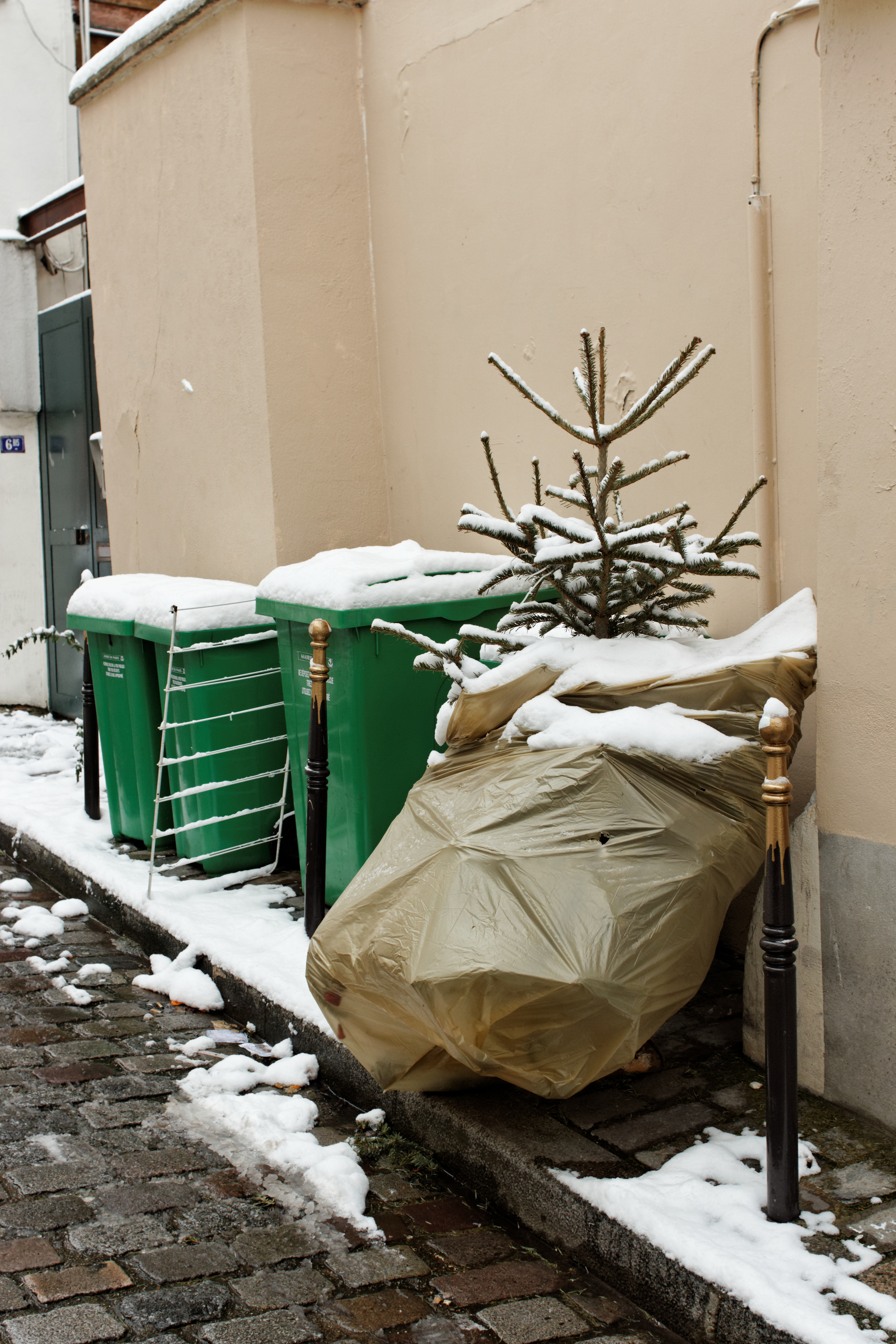
En "utkastad" julgran i Paris i januari 2013.

En julgransplundring, Knutsfest, Knutsdans eller julgransskakning är en tradition i samband med att julen tar slut, som innebär att man bland annat klär av och kastar ut julgranen samt ställer undan advents- och julsakerna, vilket i Sverige ofta sker på tjugondag Knut, som infaller den 13 januari. Många julgransplundringar hålls dock någon närliggande dag. I äldre svensk tradition, och på många håll i Europa tar julen slut en vecka tidigare, efter trettonhelgen. Förändringen i Sverige skedde under 1600-talet med anledning av en kyrkohögtid med åtta dagars efterfest (oktav).
Traditionen, som kommer från Norden, har förändrats väldigt lite sedan 1870-talet.
Julgransplundringar var vanligast under efterkrigstiden.
Under 1900-talet började tjugondag Knut att förknippas med barn och godis. Man "plundrade" julgranen på godsaker, som barnen åt upp, och annat julgranspynt. Godsakerna i julgranen bestod ursprungligen av äpplen och bakverk, senare även av (hårt) godis som polkakäppar och fyllning i smällkarameller. En annan tradition som sannolikt legat till grund för julgransplundringarna är de upptåg som förekom i bondesamhällets byar. Då sprang barn och ungdomar från stuga till stuga för att tigga mat och dryck, samtidigt som de ropade ut julen.
Julgransplundringen brukar ses som en avslutning på den över en månad långa period av julfirande som inleds med första advent, och omfattar adventsveckorna, lucia, jul, nyår och trettonhelgen. Naturgranen kastas ut, medan plastgranen, julgransfoten, adventsljusstaken och mycket annat av julpyntet ställs undan till följande jul.
I samband med julgransplundringen kan det anordnas nöjesaktiviteter som dans kring julgranen, olika lekar, rivning och förtäring av pepparkakshus, lotteri, fiskdamm och öppnande av fyllda smällkarameller. Detta sker både i hemmen och i offentliga sammanhang som Folkets hus, förskolor, skolor, sportklubbar och kristna samfund.
Värmen inomhus brukar försämra julgranens skick och många väljer därför att kasta ut granen i förtid. När man kastar ut julgranen ska det ske enligt lokala bestämmelser. Att kasta granen på fel plats kan klassas som nedskräpning och ge böter eller fängelse.